# Diketone

Struktur von Butan-2,3-dion (Diacetyl)

Ein Diketon ist eine organisch-chemische Verbindung, die zwei Carbonylgruppen enthält und die allgemeine Struktur  R-C(=O)–X–C(=O)–R' hat, dabei sind R, R' und X kohlenstoffhaltige Reste. Die einfachsten Diketone sind Diacetyl (H3C–CO–CO–CH3), Acetylaceton (H3C–CO–CH2–CO–CH3) und Acetonylaceton (H3C–CO–CH2–CH2–CO–CH3). Diketone entstehen durch Oxidation von Diolen oder Hydroxyketonen.

## Systematik
Der Abstand der Carbonylfunktionen teilt die Diketone in mehrere Klassen. α-Diketone wie Diacetyl besitzen vicinale Carbonylgruppen. Bei β-Diketonen sind die Carbonyle durch eine Methylengruppe getrennt; aufgrund der stark elektronenziehenden Wirkung der Carbonyle sind die beiden Wasserstoffatome an der Methylengruppe zwischen den beiden Carbonylgruppen sauer (d. h. unter dem Einfluss einer Base leicht abspaltbar), dies ist ein Beispiel für CH-Acidität. Namentlich werden Diketone oft mit dem Suffix -dion bezeichnet.

## Reaktionen
Viele Reaktionen von Diketonen entsprechen denen der Ketone. Je nach dem Abstand der Ketogruppen unterscheiden sich Reaktivität und Reaktionsverhalten. 
1,3-Diketone können leicht enolisieren und bilden thermodynamisch stabile Enole, z. B. liegt Acetylaceton in flüssigem Zustand zu 80 % in der Enolform vor.

### Nukleophile Additionsreaktion
Diketon + Nucleophil → Tetraedrische Carbonyladditionskomponente
1. Diketone + Alkohol + Säure oder Base ↔ Halbacetal
  - Hemiacetal + Alkohol + Säure (Katalysator) ↔ Acetal + Wasser
  - Dies ist eine Carbonyl-Schutzreaktion.

## Gesundheit
Die EU-Kommission hat im Mai 2005 erklärt, dass das Diketon Acetylaceton (Pentan-2,4-dion) eine in vitro und in vivo genotoxische chemische Substanz und daher als Nahrungszusatzstoff verboten ist.